# طواف أنطاليا 2022
طواف أنطاليا 2022 هو سباق دراجات هوائية، وهو الموسم رقم 4 من طواف أنطاليا، وأقيم خلال الفترة 10 فبراير 2022، وحتى 13 فبراير 2022، وضمن سباقات طواف أوروبا للدراجات 2022، وشارك فيه 156 متسابقاً ووصل إلى نهايته 145 متسابقاً.
فاز بالمركز الأول Jacob Hindsgaul Madsen ‏، وبالمركز الثاني Alessandro Fedeli ‏، وبالمركز الثالث Luc Wirtgen ‏، وفاز ياكوب ماريكزكو في ترتيب النقاط، وكان الفائز في تصنيف الجبال دانيال توريك، وفاز تيرينجانو سايكلنج تيم في ترتيب الفرق.

## الفرق
| فرق برو (9)- Alpecin-Fenix - Bardiani-CSF-Faizanè - بنجوال باوليز ساوكس دبليو بي 2022 ‏ - درون هوبر-أندروني جوكاتولي 2022 ‏ - فريق إيولو كوميت لركوب الدراجات 2022 ‏ - غازبروم روسفيلو 2022 ‏ - Human Powered Health - نوفو نورديسك 2022 ‏ - أونو اكس برو سايكلنج تيم 2022 ‏ فرق قارية (13)- Parkhotel Valkenburg CT ‏ - بايك أيد 2022 ‏ - جيوتي فيكتوريا سافيني ديو 2022 ‏ - Leopard TOGT Pro Cycling ‏ - مينسك سايكلنج كلوب 2022 ‏ - Sakarya BB Pro Team ‏ - Sauerland NRW-SKS Germany ‏ - فريق سبور توتو للدراجات 2022 ‏ - Team Solution Tech–Vini Fantini ‏ - Team Felt–Felbermayr ‏ - تيرينجانو 2022 ‏ - كانيون ايسبرج ‏ - Wildlife Generation Pro Cycling ‏ فريق وطني- فريق ألمانيا لركوب الدراجات للرجال 2022‏ |  |
| |  |

## المراحل
| قائمة المراحل | قائمة المراحل | قائمة المراحل          | قائمة المراحل | قائمة المراحل | قائمة المراحل           | قائمة المراحل           |
| المرحلة       | التاريخ       | الدورة                 |               | المسافة (كم)  | الفائز بالمرحلة         | القائد العام            |
| ------------- | ------------- | ---------------------- | ------------- | ------------- | ----------------------- | ----------------------- |
| مرحلة 1       | 10 فبراير     | Side ‏ – أنطاليا        | مرحلة مستوية  | 142٫4         | ماتيو مالوسيلي          | ماتيو مالوسيلي          |
| مرحلة 2       | 11 فبراير     | كيمير – أنطاليا        | مرحلة جبلية   | 180٫3         | Dušan Rajović ‏          | Dušan Rajović ‏          |
| مرحلة 3       | 12 فبراير     | Aspendos ‏ – Termessos ‏ | مرحلة جبلية   | 109٫5         | Jacob Hindsgaul Madsen ‏ | Jacob Hindsgaul Madsen ‏ |
| مرحلة 4       | 13 فبراير     | أنطاليا – أنطاليا      | مرحلة مستوية  | 156٫5         | ياكوب ماريكزكو          | Jacob Hindsgaul Madsen ‏ |

## النتيجة

### مرحلة 1
هي مرحلة بسيطة، أقيمت في 10 فبراير 2022، وامتدّت لمسافة 142.4 كيلومتر. فاز بالمرحلة ماتيو مالوسيلي، وكان متصدر الترتيب العام في نهاية المرحلة ماتيو مالوسيلي.
| التصنيف العام         | التصنيف العام      | التصنيف العام   | التصنيف العام                 | التصنيف العام |
| العداء                | العداء             | البلد           | الفريق                        | الوقت         |
| --------------------- | ------------------ | --------------- | ----------------------------- | ------------- |
| 1                     | ماتيو مالوسيلي     | إيطاليا         | غازبروم روسفيلو ‏              | 3 س 24 د 16 ث |
| 2                     | ياكوب ماريكزكو     | إيطاليا         | البيسين فينيكس                | + 4 ث         |
| 3                     | Karl Patrick Lauk ‏ | إستونيا         | بنجوال باوليز ساوكس دبليو بي ‏ | + 6 ث         |
| 4                     | بنجامين بيري       | كندا            | كانيون ايسبرج ‏                | + 8 ث         |
| 5                     | Giovanni Lonardi ‏  | إيطاليا         | إيولو كوميت ‏                  | + 10 ث        |
| 6                     | آدم دي فوس         | كندا            | Human Powered Health          | + 10 ث        |
| 7                     | ماثيو جيبسون       | المملكة المتحدة | كانيون ايسبرج ‏                | + 10 ث        |
| 8                     | Léo Bouvier ‏       | فرنسا           | بايك أيد ‏                     | + 10 ث        |
| 9                     | Enrico Zanoncello ‏ | إيطاليا         | بردياني سي إس إف فايزاني      | + 10 ث        |
| 10                    | صموئيل غيز ‏        | نيوزيلندا       | البيسين فينيكس                | + 10 ث        |
| مصدر: ProCyclingStats |                    |                 |                               |               |

### مرحلة 2
هي مرحلة جبلية، أقيمت في 11 فبراير 2022، وامتدّت لمسافة 180.3 كيلومتر. فاز بالمرحلة Dušan Rajović ‏، وكان متصدر الترتيب العام في نهاية المرحلة Dušan Rajović ‏.
| التصنيف العام         | التصنيف العام              | التصنيف العام   | التصنيف العام                    | التصنيف العام |
| العداء                | العداء                     | البلد           | الفريق                           | الوقت         |
| --------------------- | -------------------------- | --------------- | -------------------------------- | ------------- |
| 1                     | Dušan Rajović ‏             | صربيا           | Team Solution Tech–Vini Fantini ‏ | 7 س 59 د 26 ث |
| 2                     | ماتيو مالوسيلي             | إيطاليا         | غازبروم روسفيلو ‏                 | + 0 ث         |
| 3                     | ماثيو جيبسون               | المملكة المتحدة | كانيون ايسبرج ‏                   | + 4 ث         |
| 4                     | Filippo Tagliani ‏          | إيطاليا         | أندروني جوكاتولي-سيدرمك ‏         | + 6 ث         |
| 5                     | Karl Patrick Lauk ‏         | إستونيا         | بنجوال باوليز ساوكس دبليو بي ‏    | + 6 ث         |
| 6                     | بنجامين بيري               | كندا            | كانيون ايسبرج ‏                   | + 6 ث         |
| 7                     | Ådne Holter ‏               | النرويج         | أونو-إكس موبيليتي ‏               | + 7 ث         |
| 8                     | Matthew Teggart ‏           | جمهورية أيرلندا | كانيون ايسبرج ‏                   | + 9 ث         |
| 9                     | Giovanni Lonardi ‏          | إيطاليا         | إيولو كوميت ‏                     | + 10 ث        |
| 10                    | Per Christian Münstermann ‏ | ألمانيا         | Sauerland NRW-SKS Germany ‏       | + 10 ث        |
| مصدر: ProCyclingStats |                            |                 |                                  |               |

### مرحلة 3
هي مرحلة جبلية، أقيمت في 12 فبراير 2022، وامتدّت لمسافة 109.5 كيلومتر. فاز بالمرحلة Jacob Hindsgaul Madsen ‏، وكان متصدر الترتيب العام في نهاية المرحلة Jacob Hindsgaul Madsen ‏.
| التصنيف العام         | التصنيف العام            | التصنيف العام    | التصنيف العام                 | التصنيف العام  |
| العداء                | العداء                   | البلد            | الفريق                        | الوقت          |
| --------------------- | ------------------------ | ---------------- | ----------------------------- | -------------- |
| 1                     | Jacob Hindsgaul Madsen ‏  | الدنمارك         | أونو-إكس موبيليتي ‏            | 10 س 42 د 52 ث |
| 2                     | Alessandro Fedeli ‏       | إيطاليا          | غازبروم روسفيلو ‏              | + 4 ث          |
| 3                     | Luc Wirtgen ‏             | لوكسمبورغ        | بنجوال باوليز ساوكس دبليو بي ‏ | + 6 ث          |
| 4                     | Ådne Holter ‏             | النرويج          | أونو-إكس موبيليتي ‏            | + 7 ث          |
| 5                     | إدواردو سيبولفيدا        | الأرجنتين        | أندروني جوكاتولي-سيدرمك ‏      | + 10 ث         |
| 6                     | Anatolii Budiak ‏         | أوكرانيا         | تيرينجانو سايكلنج تيم ‏        | + 10 ث         |
| 7                     | هنوك مولوبرهان ‏          | إريتريا          | بايك أيد ‏                     | + 10 ث         |
| 8                     | كايل ميرفي               | الولايات المتحدة | Human Powered Health          | + 10 ث         |
| 9                     | بنجامين بيري             | كندا             | كانيون ايسبرج ‏                | + 10 ث         |
| 10                    | Sainbayaryn Jambaljamts ‏ | منغوليا          | تيرينجانو سايكلنج تيم ‏        | + 14 ث         |
| مصدر: ProCyclingStats |                          |                  |                               |                |

### مرحلة 4
هي مرحلة بسيطة، أقيمت في 13 فبراير 2022، وامتدّت لمسافة 156.5 كيلومتر. فاز بالمرحلة ياكوب ماريكزكو، وكان متصدر الترتيب العام في نهاية المرحلة Jacob Hindsgaul Madsen ‏.

## التصنيف العام النهائي
| التصنيف العام         | التصنيف العام           | التصنيف العام    | التصنيف العام                 | التصنيف العام  |
| العداء                | العداء                  | البلد            | الفريق                        | الوقت          |
| --------------------- | ----------------------- | ---------------- | ----------------------------- | -------------- |
| 1                     | Jacob Hindsgaul Madsen ‏ | الدنمارك         | أونو-إكس موبيليتي ‏            | 14 س 23 د 14 ث |
| 2                     | Alessandro Fedeli ‏      | إيطاليا          | غازبروم روسفيلو ‏              | + 4 ث          |
| 3                     | Luc Wirtgen ‏            | لوكسمبورغ        | بنجوال باوليز ساوكس دبليو بي ‏ | + 6 ث          |
| 4                     | Ådne Holter ‏            | النرويج          | أونو-إكس موبيليتي ‏            | + 7 ث          |
| 5                     | كايل ميرفي              | الولايات المتحدة | Human Powered Health          | + 8 ث          |
| 6                     | هنوك مولوبرهان ‏         | إريتريا          | بايك أيد ‏                     | + 10 ث         |
| 7                     | بنجامين بيري            | كندا             | كانيون ايسبرج ‏                | + 10 ث         |
| 8                     | إدواردو سيبولفيدا       | الأرجنتين        | أندروني جوكاتولي-سيدرمك ‏      | + 10 ث         |
| 9                     | Anatolii Budiak ‏        | أوكرانيا         | تيرينجانو سايكلنج تيم ‏        | + 10 ث         |
| 10                    | Metkel Eyob ‏            | إريتريا          | تيرينجانو سايكلنج تيم ‏        | + 14 ث         |
| مصدر: ProCyclingStats |                         |                  |                               |                |

### تصنيف النقاط
| تصنيف النقاط          | تصنيف النقاط            | تصنيف النقاط    | تصنيف النقاط                     | تصنيف النقاط |
| العداء                | العداء                  | البلد           | الفريق                           | النقاط       |
| --------------------- | ----------------------- | --------------- | -------------------------------- | ------------ |
| 1                     | ياكوب ماريكزكو          | إيطاليا         | البيسين فينيكس                   | 9 نقطة       |
| 2                     | ماتيو مالوسيلي          | إيطاليا         | غازبروم روسفيلو ‏                 | 8 نقطة       |
| 3                     | ماثيو جيبسون            | المملكة المتحدة | كانيون ايسبرج ‏                   | 6 نقطة       |
| 4                     | Jacob Hindsgaul Madsen ‏ | الدنمارك        | أونو-إكس موبيليتي ‏               | 5 نقطة       |
| 5                     | Dušan Rajović ‏          | صربيا           | Team Solution Tech–Vini Fantini ‏ | 5 نقطة       |
| 6                     | Alessandro Fedeli ‏      | إيطاليا         | غازبروم روسفيلو ‏                 | 4 نقطة       |
| 7                     | بنجامين بيري            | كندا            | كانيون ايسبرج ‏                   | 4 نقطة       |
| 8                     | أرفيد دي كلاين ‏         | هولندا          | Human Powered Health             | 4 نقطة       |
| 9                     | Ådne Holter ‏            | النرويج         | أونو-إكس موبيليتي ‏               | 3 نقطة       |
| 10                    | Meindert Weulink ‏       | هولندا          | Parkhotel Valkenburg CT ‏         | 3 نقطة       |
| مصدر: ProCyclingStats |                         |                 |                                  |              |

### تصنيف الجبال
| تصنيف الجبال          | تصنيف الجبال            | تصنيف الجبال    | تصنيف الجبال                  | تصنيف الجبال |
| العداء                | العداء                  | البلد           | الفريق                        | النقاط       |
| --------------------- | ----------------------- | --------------- | ----------------------------- | ------------ |
| 1                     | دانيال توريك            | التشيك          | Team Felt–Felbermayr ‏         | 12 نقطة      |
| 2                     | Jacob Hindsgaul Madsen ‏ | الدنمارك        | أونو-إكس موبيليتي ‏            | 10 نقطة      |
| 3                     | جاكوب سكوت ‏             | المملكة المتحدة | كانيون ايسبرج ‏                | 9 نقطة       |
| 4                     | Alessandro Fedeli ‏      | إيطاليا         | غازبروم روسفيلو ‏              | 8 نقطة       |
| 5                     | بنجامين بيري            | كندا            | كانيون ايسبرج ‏                | 7 نقطة       |
| 6                     | Luc Wirtgen ‏            | لوكسمبورغ       | بنجوال باوليز ساوكس دبليو بي ‏ | 6 نقطة       |
| 7                     | هنوك مولوبرهان ‏         | إريتريا         | بايك أيد ‏                     | 4 نقطة       |
| 8                     | Matthew Teggart ‏        | جمهورية أيرلندا | كانيون ايسبرج ‏                | 3 نقطة       |
| 9                     | Halil İbrahim Doğan ‏    | تركيا           | بايك أيد ‏                     | 3 نقطة       |
| 10                    | Vasili Byaliauski ‏      | بيلاروس         | مينسك سي سي ‏                  | 3 نقطة       |
| مصدر: ProCyclingStats |                         |                 |                               |              |

## تصنيف الفرق

### الفرق حسب الوقت
| تصنيف الفرق حسب الوقت | تصنيف الفرق حسب الوقت              | تصنيف الفرق حسب الوقت | تصنيف الفرق حسب الوقت |
| الفريق                | الفريق                             | البلد                 | الوقت                 |
| --------------------- | ---------------------------------- | --------------------- | --------------------- |
| 1                     | تيرينجانو 2022 ‏                    | ماليزيا               | 43 س 10 د 20 ث        |
| 2                     | درون هوبر-أندروني جوكاتولي 2022 ‏   | إيطاليا               | + 5 ث                 |
| 3                     | Leopard TOGT Pro Cycling ‏          | لوكسمبورغ             | + 52 ث                |
| 4                     | أونو اكس برو سايكلنج تيم 2022 ‏     | النرويج               | + 53 ث                |
| 5                     | بايك أيد 2022 ‏                     | ألمانيا               | + 1 د 03 ث            |
| 6                     | Human Powered Health               | الولايات المتحدة      | + 1 د 17 ث            |
| 7                     | بردياني سي إس إف فايزاني 2022 ‏     | إيطاليا               | + 1 د 31 ث            |
| 8                     | بنجوال باوليز ساوكس دبليو بي 2022 ‏ | بلجيكا                | + 3 د 01 ث            |
| 9                     | غازبروم روسفيلو 2022 ‏              | روسيا                 | + 3 د 03 ث            |
| 10                    | كانيون ايسبرج ‏                     | المملكة المتحدة       | + 3 د 05 ث            |
| مصدر: ProCyclingStats |                                    |                       |                       |

## وصلات خارجية
- الموقع الرسمي
- لمحة عن سباق طواف أنطاليا 2022 على موقع  ProCyclingStats   (برو  سايكلنج  ستاتس) - إحصاءات  محترفي  الدراجات.
- طواف أنطاليا 2022 على موقع إحصائيات الدراجات الإحترافية (الإنجليزية)